# I demoni (Doderer)
I demoni (in tedesco Die Dämonen. Nach der Chronik des Sektionsrates Geyrenhoff) è un romanzo pubblicato nel 1956 dallo scrittore austriaco Heimito von Doderer e spesso considerato il suo più importante con La scalinata, pubblicato pochi anni prima.

## Genesi del romanzo
La scalinata e I demoni furono completati e pubblicati nell'ordine di successione dei loro racconti, ma Doderer iniziò a scrivere il primo solo negli anni Quaranta, mentre il secondo è la versione definitiva di un progetto risalente agli anni Trenta che l’autore, dopo la guerra, ha rielaborato, notevolmente ampliato, arricchito di numerosi personaggi ed epurato dei suoi tratti antisemiti.
Il titolo è, anche in tedesco, lo stesso del famoso romanzo di Dostoevskij. Questa ovviamente non è una coincidenza. Notiamo inanzitutto che il narratore di Dostoevskij si chiama G-ff (secondo la trascrizione tedesca) e che il narratore di Doderer, Geyrenhoff, scrive talvolta il proprio nome in questa forma abbreviata. Ma altri punti in comune sono più sostanziali. Entrambi i romanzi si presentano come una “cronaca” tenuta da un testimone che si dimostra incapace di restare neutrale. Mettono al centro della loro storia un gruppo di persone designate come “i nostri”. Culminano in un incendio doloso di natura politica che preannuncia tempi più bui. Doderer avrebbe anche, secondo le sue stesse parole, “smembrato e distribuito su tre tavole” una copia del romanzo di Dostoevskij e ne avrebbe studiato meticolosamente la costruzione. Tuttavia, al di là di questi punti di contatto sicuramente intenzionali ma aneddotici, i due romanzi sono profondamente diversi.

## Trama
Il romanzo  è ambientato tra l'autunno del 1926 e la metà dell'estate del 1927, principalmente a Vienna e nei suoi immediati dintorni, oltre che nelle località estive viennesi (Rax, Semmering), nel Burgenland, in Carinzia, a Monaco e a Londra. La trama è costituita da episodi della vita di decine di persone legate tra loro in vario modo come parenti, conoscenti, amici, amanti e vicini di casa. Sullo sfondo storico del rilascio dei beni austriaci in Inghilterra nel 1926, le dispute con i nazionalisti ungheresi per il Burgenland, che era entrato a far parte dell'Austria solo nel 1921, la fucilazione di Schattendorf del 30 gennaio 1927 e, come punto finale verso il quale conduce gran parte del libro, la rivolta del 15 luglio 1927 contro l'assoluzione degli autori di Schattendorf, che iniziò con un'interruzione della corrente elettrica e portò all'incendio del Palazzo di Giustizia di Vienna.
Dal punto di vista temporale, I demoni segue quindi abbastanza da vicino La scalinata di Strudlhof, che è ambientato principalmente nel 1925. Circa 30 personaggi de La scalinata ricompaiono in Demoni, ma non si tratta di un sequel: i due romanzi possono essere letti indipendentemente l'uno dall'altro o in qualsiasi ordine. Del resto, differiscono profondamente nella loro atmosfera. Per la maggior parte, i personaggi che avevano un ruolo di primo piano in un romanzo compaiono solo marginalmente nell'altro. Fanno eccezione René Stangeler, evidentemente un alter ego dell'autore, e Mary K., il cui incidente in tram costituisce il punto di svolta de La Scalinata e che impara a vivere con una protesi alla gamba in uno dei primi capitoli di Demoni.
Come dice il sottotitolo, il romanzo ha la forma di una cronaca. Come apprendiamo nel prologo, questa cronaca è stata redatta solo nel 1955 dall'ormai anziano Consigliere di Sezione von Geyrenhoff. Si tratta in parte di appunti dello stesso Geyrenhoff - che all'epoca si considerava espressamente un “cronista”, finché non ritenne di aver fallito in questo compito autoimposto a causa del suo crescente coinvolgimento - e di testi fornitigli da altre persone; Schlaggenberg e Stangeler sono esplicitamente citati. Le sezioni di queste “fonti”, stilisticamente diverse, si susseguono come in un collage senza etichettare esplicitamente i rispettivi “autori”; indovinarli fa parte del piacere della lettura.
L'arco narrativo principale consiste nella formazione e nella disgregazione di una cricca di persone dell'alta società (“die Unsrigen”)  che fanno escursioni insieme, festeggiano una “festa di fondazione”, celebrano il tè delle cinque giocano a ping pong incontrandosi quasi costantemente. Tra gli intrighi, il più vasto, che si estende per tutto il libro, è la storia di Charlotte von Schlaggenberg, detta “Quapp”, una persona di “abituale ignoranza” che è l'ultima a scoprire chi erano i suoi genitori e che è l'erede di una fortuna milionaria che le è stata quasi sottratta.
Tra le altre storie, la scoperta da parte di René Stangeler di un manoscritto del Nuovo Alto Tedesco su un astruso processo alle streghe; la sua difficile relazione con Grete Siebenschein; il romanzo di formazione dell'operaio Leonhard Kakabsa, che si auto-istruisce in latino e presto ha accesso alle classi alte; il matrimonio dello scrittore Kajetan von Schlaggenberg, che divorzia dopo poche settimane e si dedica alla ricerca di un tipo ideale di donna grassa. Ci sono anche studi sull'ambiente prostituivo e criminale di Brigittenau e sulla genealogia del mecenatismo nella redazione di un giornale. Soprattutto, però, il romanzo riflette con le più sottili sfumature i costumi del comportamento sociale negli ambienti dell'alta borghesia e dell'aristocrazia.
Un'altra protagonista, per così dire, è Vienna: intere pagine sono dedicate alla rappresentazione di paesaggi urbani, a Döbling si vive intensamente il cambio di stagione, e le traiettorie lungo le quali si muovono i protagonisti umani sono spesso descritte strada per strada, rendendo quasi inevitabili gli incontri .

## Personaggi
Il romanzo ha circa 150 personaggi (la pagine Wikipedia in tedesco ne dà l'elenco). Gli ambienti descritti sono più ampi che nella Scalinata. Oltre ai colti borghesi – architetti, avvocati, medici, diplomatici – e ai funzionari pubblici di alto o medio rango del primo romanzo, ci si trovano operai e aristocratici, prostitute e criminali, ricercatori scientifici, giornalisti e persino scout...

## Edizioni
- I demoni. Dalla cronaca del caposezione Geyrenhoff, Traduzione Clara Bovero, Anita Rho, Laura Mancinelli, Torino, Einaudi, 1979.